# Legenda o zlaté perle
Legenda o zlaté perle (čínsky 卫斯理传奇) je hongkongský film z roku 1987 režírovaný Teddym Robinem Kwanem. V Československu měl premiéru v roce 1989.

## Děj
Wisely je spisovatel a dobrodruh, kterou pomůže svému příteli Davidovi ukrást z kláštera v Nepálu legendární zlatou perlu. O perlu se ale zajímají i další, hongkongský mafián Paula Duran a egyptský milionář Howard Hope. Také mniši se snaží získat perlu zpět, jelikož je pro ně posvátná. Nakonec se ukáže, že zlatá perla je počítač, který slouží k řízení kosmické lodě a že Howard Hope je mimozemšťan, který kdysi kvůli válce opustil svoji planetu.

## Obsazení
| Samuel Hui                                      | Wisely                  |
| Teddy Robin Kwan                                | David Ko                |
| Lung Ti                                         | Pak Kei-Wei             |
| Joey Wang v titulcích uvedena jako Wong Joe Hin | Sue Pak                 |
| Bruce Baron                                     | Howard Hope             |
| Heidi Makinen                                   | asistentka Howarda Hopa |
| Alan Kuo v titulcích uveden jako Yau-Lun Ko     |                         |